# Українка (Александровський район)
Украї́нка (рос. Украинка) — село у складі Александровського району Оренбурзької області, Росія.

## Населення
Населення — 41 особа (2010; 105 у 2002).
Національний склад (станом на 2002 рік):
- росіяни — 87 %